# Europese weg 762
De Europese Weg 762 of E762 is een Europese weg die loopt van Sarajevo in Bosnië en Herzegovina naar de Montenegrijns-Albanese grens bij Božaj.

## Algemeen
De Europese weg 762 is een Klasse B-verbindingsweg en verbindt het Bosnische Sarajevo met de grens van Albanië vlak bij het Montenegrijnse Podgorica en komt hiermee op een afstand van ongeveer 250 kilometer. De route is door de UNECE als volgt vastgelegd: Sarajevo - Podgorica - Grens met Albanië.